# کنزابورو اوئه
اوئه کنزابورو (به ژاپنی: 大江 健三郎) (زاده ۳۱ ژانویه ۱۹۳۵ - درگذشتهٔ ۳ مارس ۲۰۲۳)نویسنده ژاپنی و برنده جایزه نوبل ادبیات در سال ۱۹۹۴ بودکه از دوره شُووا تا اواخر دوره هِیسه‌ای فعالیت می‌کرد. اوئه یکی از مطرح‌ترین نویسندگان معاصر ژاپنی است که توانست جایزه ادبی نوبل را در سن ۵۹ سالگی از آنِ خود کند. اوئه به شدت در آثارش تحت تأثیر ادبیات و نظریه‌های ادبی کشورهای فرانسه و آمریکا قرار گرفته و موضوعات سیاسی، اجتماعی و فلسفی زیادی نیز در آثارش منعکس شده است. تصویرسازی‌های قوی این نویسنده از جهان و عناصر آن، نکته بارز آثار اوئه است؛ جهانی که در آن زندگی و افسانه با هم درمی‌آمیزند و تصویری نگران‌کننده از شرایط اسفبار زندگی انسان‌ها در عصر حاضر ارائه می‌دهند. وی بعد از اینکه برندهٔ جایزه ادبی نوبل شد، گفت:
«من دربارهٔ منزلت بشریت می‌نویسم.»

### تولد و خانواده
کِنزابورو اوئه در ۳۱ ژانویه ۱۹۳۵ در دهکده اوسه که در حال حاضر در یوچیکو، اهیمه قرار دارد، به دنیا آمد. اوئه در خانواده‌ای متشکل از نه نفر متولد شد که شامل والدین، دو برادر بزرگتر، دو خواهر بزرگ‌تر، یک برادر کوچک و یک خواهر کوچک بود. او سومین فرزند از هفت فرزند خانواده بود. دهکده اوسه یک روستای دره‌ای محاصره شده توسط جنگل بود که بعدها به عنوان محل الهام‌بخش برای زمینه‌های آثار ادبی اوئه مورد استفاده قرار گرفت.

### تحصیلات اولیه
در سال ۱۹۴۱، اوئه وارد مدرسه ابتدایی اوسه شد. همان سال، جنگ اقیانوس آرام آغاز شد و تحصیلات ابتدایی اوئه تا تابستان سال پنجم ادامه یافت. در سال ۱۹۴۴، پدر اوئه در سن ۵۰ سالگی به دلیل ایست قلبی ناگهان درگذشت.

### تحصیلات متوسطه و دبیرستان
در سال ۱۹۴۷، اوئه به مدرسه راهنمایی اوسه‌وارد شد. در سال ۱۹۵۰، اوئه وارد دبیرستان شد. دوران دبیرستان اوئه با مطالعه آثار نویسندگان برجسته‌ای همچون جون ایشیکاوا، هیدئو کوبایاشی، کازئو واتانابه و کیوآکی هانادا همراه بود.
در دبیرستان ماتسویاما هیگاشی، اوئه به گروه ادبی ملحق شد و ویراستار نشریه‌ای به نام «شوجو» شد. اوئه در این مجله اشعار و نقدهای خود را منتشر می‌کرد. همچنین، در این دوره با ایتامی جوزو، همکلاسی‌اش، دوستی صمیمی شدند.

### ورود به دانشگاه و شروع فعالیت‌های نویسندگی
در سال ۱۹۵۳، اوئه به توکیو نقل مکان کرد و به عنوان یک دانشجوی کنکور در مدرسه پیش‌دانش‌گاهی حضور یافت. سپس در سال ۱۹۵۴، وارد دانشکده علوم انسانی دانشگاه توکیو شد و در رشته ادبیات فرانسه تحصیل کرد. در این دوران، اوئه به نوشتن نمایشنامه‌ها و داستان‌های کوتاه پرداخت.
در سال ۱۹۵۵، رمان کوتاه «انسان‌های مهربان» جایزه افتخاری در مسابقه داستان کوتاه ملی دانشجویان سومین دوره مجله «بونگِی» دریافت کرد. در همان سال، رمان «کوه آتش‌فشان» جایزه دوم در مسابقه ادبیات «ایچو نامیکی» را کسب کرد و در نشریه داخلی دانشکده منتشر شد و این اولین بار بود که آثار او به صورت چاپی منتشر شدند. در این دوران، اوئه با خواندن آثار نویسندگان بین‌المللی همچون بلیز پاسکال، آلبر کامو، ژان-پل سارتر، نورمن میلر، ویلیام فاکنر و کوبو آبه تأثیر زیادی گرفت.

### تحصیلات تکمیلی و فعالیت‌های ادبی
در سال ۱۹۵۶، اوئه به دانشکده ادبیات، رشته ادبیات فرانسه، منتقل شد و مستقیماً تحت تعلیم واتانابه کازوئو، نویسنده‌ای که از دوران دبیرستان آثارش را مطالعه می‌کرد و به آن علاقه‌مند بود، قرار گرفت. در همان سال، رمان «پس از سوزاندن» جایزه افتخاری در مسابقه داستان کوتاه ملی دانشجویان دوره پنجم مجله «بونگِی» را دریافت کرد. همچنین، نمایش کوتاهی به نام «صدای حیوانات» که ایده اولیه نمایشنامه «کار عجیب» بود، در مسابقه نمایشنامه‌نویسی تئاتر دانشجویان دانشگاه توکیو انتخاب شد.

### وفات
در تاریخ ۳ مارس ۲۰۲۳، کِنزابورو اوئه به دلیل پیری و مشکلات مربوط به آن درگذشت. او در زمان مرگ به سن ۸۸ سالگی رسیده بود.

### مضامین و موضوعات آثار
آثار اوئه اغلب به مسائل اجتماعی و سیاسی مانند سلاح‌های هسته‌ای و نظام امپراتوری می‌پرداختند. او همچنین به موضوعاتی مانند همزیستی با پسرش که دارای ناتوانی ذهنی بود (پسرش، هیکاری، یک آهنگساز بود) و تاریخ و افسانه‌های دهکده‌ای در جنگل‌های چهار جزیره ژاپن می‌پرداخت. این مضامین به همراه سبک منحصر به فرد اوئه، دنیای ادبی پیچیده‌ای را شکل دادند.

### فعالیت‌های ادبی و جوایز
اوئه به عنوان پیشوای ادبیات نوین، با تخیل غنی و سبک منحصر به فرد خود، مجموعه‌ای از آثار عمیق و مرتبط با معاصر را به چاپ رساند. در سال ۱۹۶۷، با انتشار رمانی که به عنوان اثر برجسته او شناخته می‌شود تحت عنوان «فوتبال در سال اول» جایزه تانزاکی جونیچیرو را در سن پایین کسب کرد.
در سال ۱۹۷۳ با رمان «سیل به روح من می‌رسد» جایزه بونگی نوما را و در سال ۱۹۸۲ با کتاب «زنانی که به درخت باران گوش می‌دهند» جایزه ادبی یومیوری را دریافت کرد. او در سال ۱۹۹۴ به عنوان دومین نویسنده ژاپنی که جایزه نوبل ادبیات را به دست آورد، وارد تاریخ شد.

### داستان‌های کوتاه

#### انتشار مجموعه داستان‌های کوتاه برجسته و کسب جوایز

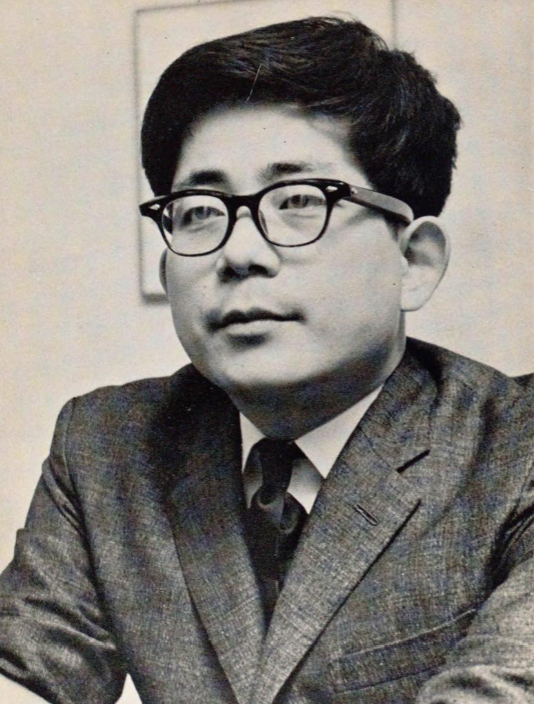
اوئه کِنزابورو در ۲۷ سالگی

در سال ۱۹۸۲، کِنزابورو اوئه مجموعه‌ای از داستان‌های کوتاه مرتبط به نام «زنانی که به درخت باران گوش می‌دهند» را منتشر کرد. در سال ۱۹۸۲، این اثر با کسب جایزه یومیوری به رسمیت شناخته شد.

##### «ای انسان جدید، بیدار شو» و پرداختن به مسائل روحانی
در سال ۱۹۸۳، مجموعه داستان‌های کوتاه مرتبط «ای انسان جدید، بیدار شو» منتشر شد که با استفاده از الهام از اشعار پیشگویی‌کننده ویلیام بلیک و مطالعات مرتبط با آن، زندگی روزمره خانواده‌ای متمرکز بر پسر بزرگ او، هیکاری، که دارای ناتوانی ذهنی است، را به سبک خودزندگی‌نامه‌ای ترسیم می‌کند. در این مجموعه، منقد و محقق ویلیام بلیک، کَتلین رین، به عنوان راهنمای اصلی وارد داستان می‌شود و اوئه را با نئوپلاتونیسم آشنا می‌سازد. این آشنایی موجب شد تا اوئه به بررسی مسائل عرفانی همچون «مسئله روح» و «بازسازی» بپردازد که از تم‌های اصلی دوره میانی ادبیات اوئه بودند. در همان سال، او به عنوان پژوهشگر مشترک در دانشگاه کالیفرنیا، برکلی حضور داشت.

### همکاری‌های ادبی و تأسیس مجله «هرمس»
در سال ۱۹۸۴، اوئه به همراه نویسندگان و ادیبانی همچون آراتا ایسوزاکی، ماکوتو اواوکا، تورو تاکه‌میتسو، یوجیرو ناکامورا و ماسائو یاماگوچی، فصل‌نامه «هرمس» را منتشر کردند. داستان‌هایی مانند «M/T و داستان‌های عجیب جنگل»، «لشکر کیلپ»، «برج شفا دهنده» و «سیاره برج شفا دهنده» در این مجله منتشر شدند. این مجله در دوران اوج «رونق دانش» در صنعت نشر، به مرکزی برای روشن‌فکران برجسته در دهه ۱۹۸۰ تبدیل شد. همچنین در همان سال، اوئه در همایش انجمن جهانی قلم که در توکیو برگزار شد، شرکت کرد و سخنرانی‌ای با عنوان «ادبیات در شرایط هسته‌ای ─ چرا ما می‌نویسیم؟» ارائه داد و با نویسندگانی چون کرت وانه‌گت، آلن راب-گری و ویلیام استیرن گفتگو کرد.

### دریافت جایزه نوبل ادبیات
در سال ۱۹۹۴، در حین سریال‌سازی «درخت سبز شعله‌ور»، اوئه به خاطر تخیل شاعرانه‌ای که واقعیت و اسطوره را به‌طور هماهنگ ترکیب می‌کرده و وضعیت دشوار انسان‌های معاصر را به تصویر می‌کشید، جایزه نوبل ادبیات را دریافت کرد. کاواباتا یاسوناری در سال ۱۹۵۴ برای اولین این جایزه را دریافت کرده بود و اوئه دومین ژاپنی بود که این جایزه را کسب کرد. سخنرانی نوبل اوئه در ۷ دسامبر ۱۹۹۴ با عنوان "ژاپن مبهم و من" (曖昧な日本の私) آغاز شد و شامل توضیحاتی دربارهٔ دوران کودکی‌اش بود. او بیان کرد که چگونه مجذوب کتاب‌های ماجراهای هاکلبری فین و ماجراهای شگفت‌انگیز نیلز شده بود و از آنها برای فرار ذهنی از وحشت جنگ جهانی دوم استفاده می‌کرد. او توضیح داد که چگونه توانسته بود با استفاده از نوشتن به عنوان راهی برای گریز از سختی‌های زندگی، بر مشکلاتش غلبه کند و آن رنج‌ها را در قالب رمان به تصویر بکشد. همچنین اشاره کرد که پسرش، هیکاری، به شکلی مشابه از موسیقی برای بیان «صدای یک روح گریان و تاریک» استفاده می‌کند.
اوئه بخش زیادی از سخنرانی خود را به دیدگاهش دربارهٔ سخنرانی یاسوناری کاواباتا هنگام دریافت جایزه اختصاص داد. او گفت که ابهام عنوان سخنرانی کاواباتا، "ژاپنِ زیبا و من – دیباچه‌ای بر آن"(美しい日本の私―その序説) و بحث‌های او دربارهٔ اشعار سروده‌شده توسط راهبان ذن در قرون وسطی، الهام‌بخش انتخاب عنوان سخنرانی خودش بوده است. اوئه عنوان سخنرانی خودش را در پاسخ به این عنوان انتخاب کرده و به جای 美しい (زیبا) از 曖昧 (مبهم) استفاده کرده تا تفاوت دیدگاهش را نسبت به کاواباتا نشان دهد. با این حال، اوئه اظهار داشت که به جای احساس همدلی معنوی با هم‌وطنش کاواباتا، ارتباط بیشتری با ویلیام باتلر ییتس، شاعر ایرلندی، احساس می‌کند. او بیان کرد که اشعار ییتس تأثیر عمیقی بر نوشته‌ها و زندگی‌اش داشته و حتی الهام‌بخش سه‌گانهٔ او "درخت شعله‌ور سبز" بوده است و عنوان این اثر نیز از اشعار ییتس گرفته شده است. اوئه گفت: «ییتس نویسنده‌ای است که دوست دارم در مسیر او گام بردارم.» او همچنین اشاره کرد که بر اساس تجربه‌اش از ژاپن، نمی‌تواند مانند کاواباتا جملهٔ "ژاپنِ زیبایِ منِ" را تکرار کند. علاوه بر این، اوئه دربارهٔ احیای احساسات نظامی‌گرایانه در ژاپن و ضرورت رد این گرایش‌ها صحبت کرد و بیان داشت که آرزو دارد در فرایند درمان و آشتی بشریت نقش مفیدی ایفا کند.

### پایان «درخت سبز شعله‌ور» و تغییر مسیر

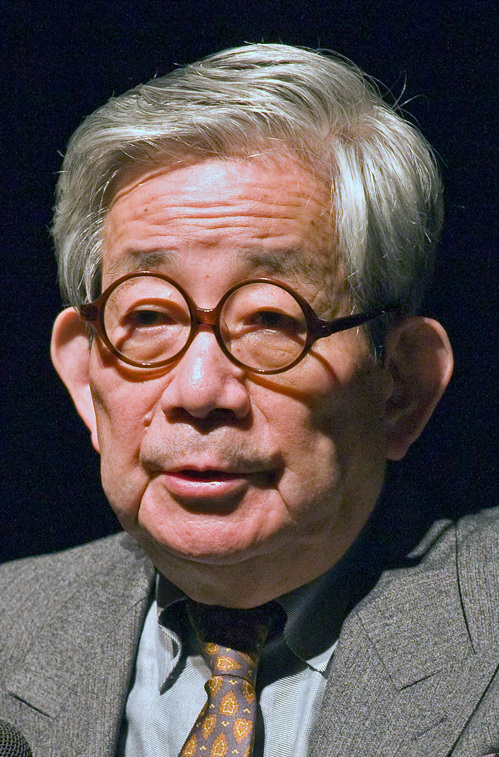
اوئه کِنزابورو

در سال ۱۹۹۵، رمان بلند «درخت سبز شعله‌ور» که اوئه آن را آخرین رمان خود می‌دانست، به اتمام رسید. او اعلام کرد که نوشتن رمان را متوقف کرده و به مطالعات فلسفی دربارهٔ اسپینوزا می‌پردازد. با این حال، در سال ۱۹۹۶ با مرگ ناگهانی دوست نزدیکش، تورو تاکه‌میتسو، او تصمیم خود را تغییر داد و در مراسم تشییع جنازه‌اش اعلام کرد که به نوشتن آثار جدید بازخواهد گشت. در سال ۱۹۹۹ رمان «پشتک» را منتشر کرد که در آن به بازسازی یک فرقه مذهبی جدید توسط رهبران آن که یکی‌بار «ترک دیانت» کرده‌اند برای جلوگیری از تروریسمی که توسط پیروانشان برنامه‌ریزی شده بود، پرداخته شده است. از آن پس، فعالیت‌های خلاقانه اوئه به «آثار پس از دوران اوج» شناخته شدند.

### انتشار «بچه جابه‌جا» و آثار پس از آن
در سال ۲۰۰۰، پس از خودکشی برادر خانمش جوزو ایتامی، اوئه مجموعه‌ای به نام «تغییر» را منتشر کرد که به عنوان یک گرامی‌داشت ادبی آثار ایتامی و تبدیل مرگ او به امیدی نو، نقش داشت. سپس در سال‌های ۲۰۰۲ و ۲۰۰۵، مجموعه‌های داستانی «پسری با چهره غمگین» و «خداحافظ، کتاب من!» را منتشر کرد.

### انتشار آثار منتخب و دوره پایانی
در سال ۲۰۱۴، اوئه مجموعه‌ای از داستان‌های کوتاه منتخب خود به نام «رمان‌های منتخب اوئه کِنزابورو» را منتشر کرد. این مجموعه شامل تنها برخی از آثار انتخابی او و نسخه‌های اصلاح‌شده آن‌ها بود که برخی از آثار اولیه منتشر نشده او مانند «عصر ما»، «به آرامی در شب قدم بزنید»، «افتخار یک جوان»، «مرگ یک جوان سیاسی» و «ماجراجویی‌های زندگی روزمره» در آن گنجانده نشده‌اند. در سال ۲۰۱۶، نشر فرانسوی گالیمار یک مجموعه برگزیده بیش از ۱۳۰۰ صفحه از آثار اوئه را منتشر کرد. در سال ۲۰۱۸، مجموعه‌ای به نام «تمامی رمان‌های کِنزابورو اوئه» ۱۵ جلد به علاوه «هفده» منتشر کرد که باز هم شامل دو رمان «به آرامی در شب قدم بزنید» و «افتخار یک جوان» نبود و بنابراین یک مجموعه کامل محسوب نمی‌شود.

### همزیستی، دوره هسته‌ای و دعا
یکی از نقاط عطف بزرگ در مسیر ادبی کِنزابورو اوئه، تولد پسر اولش، هیکاری، در ژوئن ۱۹۶۳ بود. این رویداد، برای اوئه فرصتی بود تا به موضوع «روزمرگی» بازگردد، موضوعی که در آثار اولیه‌اش به‌طور منفی به تصویر کشیده شده بود. رمان «تجربه شخصی» که در سال ۱۹۶۴ منتشر شد، نشان‌دهنده تغییر در تمرکز اوئه از تصاویر منفی به موضوعات زندگی روزمره و همزیستی با فرزند دارای ناتوانی جسمی بود. شخصیت اصلی این رمان، مانند شخصیت‌های پیشین اوئه، دارای تمایلات فرار از واقعیت است و آرزو دارد به آفریقا مهاجرت کند. او در مواجهه با تصمیم‌گیری دشوار دربارهٔ نجات یا رها کردن نوزادی با ناتوانی مغزی، در نهایت از تخیلات مهاجرت به آفریقا دست می‌کشد و تصمیم می‌گیرد تا همراه این کودک باشد و با او زندگی کند.

### انتقال تمرکز به مسائل جهانی و هسته‌ای
تغییر موضوعی اوئه از نقد وضعیت سیاسی و نظامی ژاپن تحت تأثیر پیمان امنیتی بین ایالات متحده و ژاپن به مسائل گسترده‌تری همچون «هیروشیما» و موضوعات هسته‌ای منجر شد. اوئه با انتشار «نوت هیروشیما» در سال ۱۹۶۵، که نتیجه تحقیقات متعددی از بازماندگان بمب اتمی و پزشکان بیمارستان‌های هیروشیما بود، به موضوعات هسته‌ای پرداخت. مقدمه این کتاب با ابراز احساسات شخصی اوئه دربارهٔ تجربیاتش و تأثیرات آن بر دیدگاهش نسبت به جهان نوشته شده است. اوئه با ترکیب مسائل شخصی مانند همزیستی با فرزند دارای ناتوانی ذهنی با تهدیدات جهانی هسته‌ای، نشان داد که چگونه این دو موضوع در زندگی او به‌طور هم‌پوشانی و متصل به هم قرار دارند.

### تضاد مفهومی انسان سیاسی و انسان جنسی
از توسعه موضوع وضعیت محبوسیت، اوئه دو مفهوم اصلی «انسان سیاسی» و «انسان جنسی» را معرفی کرد. این دو مفهوم به صورت دوگانگی و تضاد در معرفی شخصیت‌ها و موضوعات داستان‌های اوئه مطرح می‌شوند:
انسان سیاسی: فردی که با دیگران به شکلی سخت و سرد در تضاد و مقاومت می‌کند، یا دیگران را مجبور به کنار گذاشتن هویت خود می‌کند.
انسان جنسی: فردی که با هیچ‌کسی در تضاد و مقاومت نمی‌کند و حتی دیگران برای او اصلاً وجود ندارند. او خود برای هیچ موجود دیگری نمی‌تواند دیگر باشد.
در آثار اوئه مانند «عصر ما» در سال ۱۹۵۹، «جوانی دیررس» در سال ۱۹۶۲ و «فریاد» در سال ۱۹۶۳، شخصیت‌های اصلی که تحت نظام امنیتی ژاپن و وابستگی سیاسی به آمریکا زندگی می‌کنند، با وجود ثبات اقتصادی و رونق اجتماعی پس از جنگ، از زندگی روزمره غرق شده‌اند و خود را درون‌زده‌ای از زندگی اجتماعی حس می‌کنند. این افراد با وجود اینکه نمی‌توانند از جامعه فرار کنند، از خود و محیط خود بیزار شده و به سمت دیوانگی و خشونت کشیده می‌شوند. آن‌ها آرزوی جنگ یا فرار به کشورهای خارجی را دارند، اما این آرزوها برآورده نمی‌شوند و نهایتاً در قالب پذیرش شکست و ویرانی به پایان می‌رسند.

### همزیستی با فرزند دارای ناتوانی و موضوعات هسته‌ای

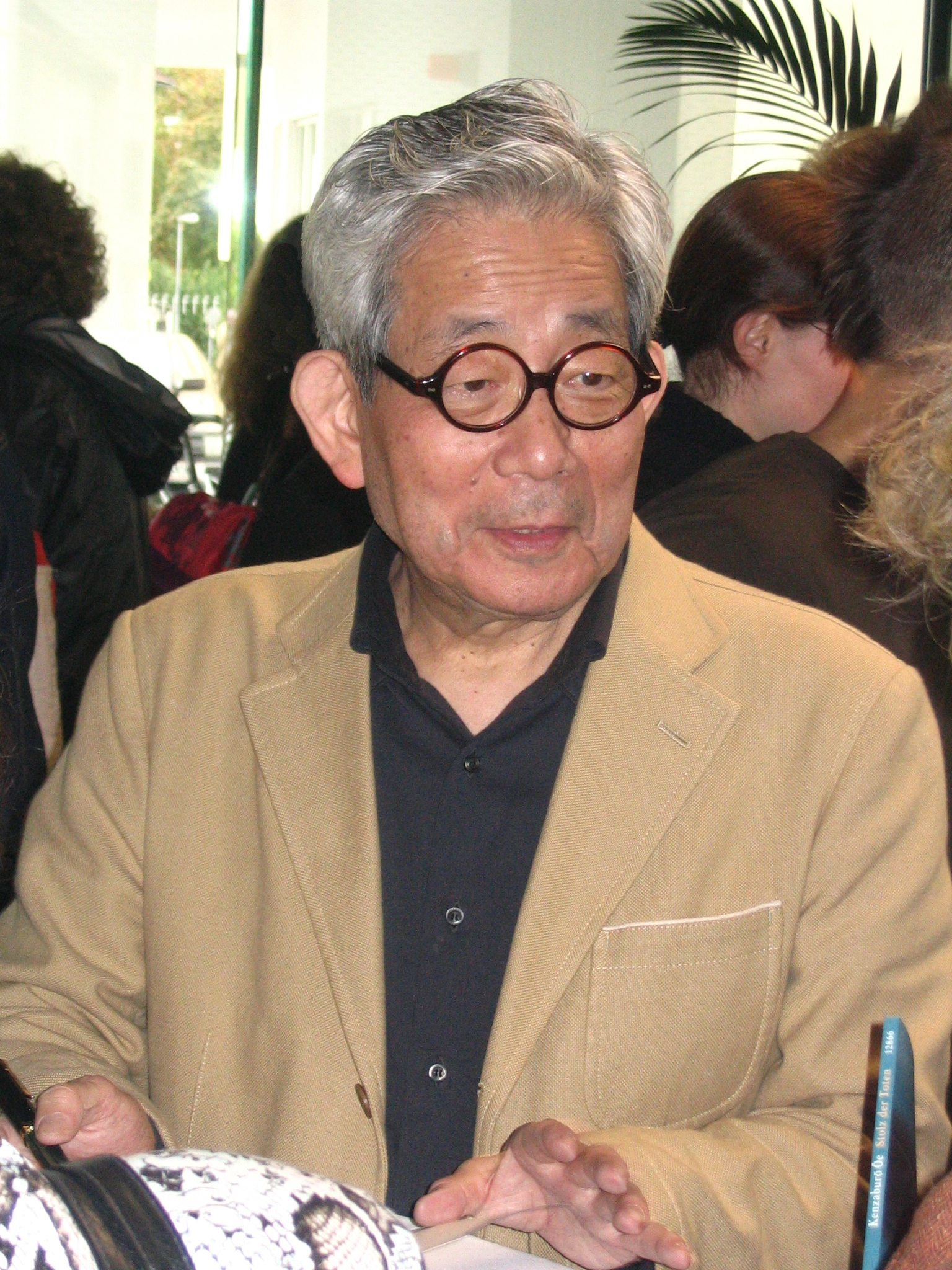
اوئه کِنزابورو

اوئه با ترکیب مسائل شخصی همزیستی با فرزند دارای ناتوانی ذهنی و تهدیدات جهانی هسته‌ای، نشان داد که چگونه این دو موضوع از نگاه خودش مرتبط و متصل به هم هستند. در رمان «تجربه شخصی»، آزمایش اتمی جنوب سوچی در سال ۱۹۶۱ به عنوان بخشی از پرسونای شخصیت داستانش به تصویر کشیده شده است. این شخصیت در مواجهه با دلیلی شخصی برای نجات فرزندش، از مشکلات جهانی هسته‌ای بی‌تفاوت می‌شود، که اهمیت مسائل هسته‌ای را در مقایسه با مشکلات شخصی اوئه برجسته می‌کند.

### مواجهه با بحران‌های هسته‌ای و دعا
در رمان «سیل به روح من می‌رسد»، شخصیت اصلی که به همراه فرزند دارای ناتوانی ذهنی خود در پناهگاه هسته‌ای می‌ماند، با مسائل هسته‌ای و موضوع دعا مواجه می‌شود. دعا در آثار اوئه، نوعی دعا بدون هدف مشخص و بدون وجود یک خدای خاص است که به معنای «ظهور استحکام ناپذیر وجود انسانی» (مفهومی از میرچا الیاده) است. اوئه در این زمینه تجربیات شخصی خود را وارد آثار می‌کند، مانند تجربه تمرکز در کنار پسرش که در نهایت به نوعی تجربه الهام‌بخش برای نوشتن آثارش تبدیل می‌شود.

### ادامه تعاملات فلسفی و ادبی
در سال ۱۹۸۳، در اثر «ای انسان جدید، بیدار شو»، اوئه تلاش کرد تا به جای فرار از جامعه، نحوه زندگی درون آن را با استفاده از اشعار ویلیام بلیک و مطالعات مرتبط بررسی کند. این اثر نشان‌دهندهٔ تأثیر مستقیم مطالعات اوئه از فلسفه نئوپلاتونیسم و آثار ویلیام بلیک بر دیدگاه و سبک نوشتاری او بوده است. اوئه با استفاده از اشعار بلیک، به بررسی مسائل عرفانی مانند «مسئله روح» و «بازسازی» پرداخته و این موضوعات را به‌طور همزمان با مسایل شخصی خود مطرح می‌کند.

### بازسازی اسطوره‌های محلی و تأثیرات ادبی
در سال ۱۹۷۹، اوئه رمان «بازی معاصر» را منتشر کرد که بر اساس افسانه‌های محلی دهکده شمالی سرزمینش شکل گرفته بود. او با استفاده از نظریه‌های روسی مانند فرمالیسم روسی و تأثیرات نظریه‌پردازانی نظیر میخائیل باختین و ساختارگرایان، تلاش کرد اسطوره‌های محلی را بازسازی کند. اوئه در این رمان به بررسی روابط قدرت، تاریخ و اسطوره‌های محلی پرداخت و تلاش کرد تا جامعه را از دیدگاه مردم عادی و اسطوره‌هایشان ببینید.
او توضیح می‌دهد: «من تلاش کردم جامعه‌ای پیرامون جنگل ایجاد کنم که برخلاف فرهنگ مرکزی و نظام امپراتوری، بیشتر به سمت فرهنگ حاشیه‌ای و ضد امپراتوری متمایل باشد. این تلاش برای ایجاد همبستگی فرهنگی با استفاده از اسطوره‌های محلی و درک جدیدی از جامعه هدف من بود.»
در سال ۱۹۸۶، اوئه این رمان را بازنویسی کرده و آن را با نام «M/T و داستان‌های عجیب جنگل» منتشر کرد. این بازنویسی با سبک زبانی نرم‌تر و محاوره‌ای‌تر انجام شد و تمرکز بیشتری بر اسطوره‌های زن و شخصیت‌های دوگانه‌تر داشت. در این نسخه، دو کهن الگوی اصلی زن به عنوان شخصیت‌های اصلی داستان معرفی شدند و در فصل پایانی، تمرکز بر روابط بین اسطوره‌های جنگل و داستان‌های همزیستی شخصی اوئه قرار گرفت.

### تأثیرات فرهنگی و فلسفی
این تغییرات موضوعی نشان‌دهنده تأثیرات گسترده فرهنگی و فلسفی بر آثار اوئه بود. اوئه با تلفیق فرهنگ محلی و افکار فلسفی خود، تمایل داشت تا به مسائل اساسی انسانیت، همزیستی با طبیعت و مشکلات هسته‌ای در جهان مدرن بپردازد. اوئه اعتقاد داشت که اسطوره‌های محلی و فرهنگ مردمی می‌توانند به عنوان ابزاری برای درک عمیق‌تر مسائل اجتماعی و سیاسی استفاده شوند و نقش مهمی در بازسازی هویت فردی و اجتماعی ایفا کنند.

### موسیقی
در دوران جوانی، اوئه علاقه زیادی به شنیدن جز داشت و دانش قابل توجهی در مورد هنرمندان برجسته‌ای مانند دوک الینگتون و جانگو راینهارت به دست آورده بود. او همچنین در دوره‌ای از زندگی‌اش (Long Play)هایی با پیانو جون لوئیس از MJQ (Modern Jazz Quartet) را جمع‌آوری کرده بود. اما به دلیل اینکه پسرش هیکاری موسیقی جز را نمی‌پسندید، او به موسیقی کلاسیک روی آورد. ذائقه موسیقی کلاسیک او شامل آهنگسازانی مانند تورو تاکه‌میتسو (برادر زنش)، باخ، بتهوون در دوران اخیر و وردی بود.

### شنا
از دهه ۸۰ میلادی، اوئه به‌طور منظم به استخر می‌رفت و هر روز حدود ۱۰۰۰ متر شنا می‌کرد. شنا همچنین به عنوان یک موضوع در رمان‌های «زنانی که به درخت باران گوش می‌دهند» و «ای انسان جدید، بیدار شو» مطرح شده است.

### عینک دایره‌ای
عینک دایره‌ای که یکی از نمادهای شناخته‌شده اوئه است، به جایگاه خاصی در زندگی و آثارش دارد. او این عینک‌ها را با الهام از افرادی که هنگام مطالعه کتاب‌ها از آن‌ها استفاده می‌کردند، مانند یاناگیتا کونیئو، شینُبو اوری‌کوچی، سارتر، و جیمز جویس انتخاب کرده و ۱۰ عدد مشابه آن را خریداری کرده بود. اوئه عینک‌های دایره‌ای خود را برای مطالعه کتاب استفاده می‌کرد تا بتواند به راحتی به مطالعه بپردازد.
کِنزابورو اوئه خود را به عنوان یک دموکرات پس از جنگ معرفی می‌کند و همواره موضعی منتقدانه نسبت به ناسیونالیسم و به‌ویژه نظام امپراتوری ژاپن اتخاذ کرده است. او همچنین به عنوان یک صلح‌جو شناخته می‌شود و از مواضع حمایت‌کننده قانون اساسی در مورد ماده ۹ قانون اساسی ژاپن در مقالات و سخنرانی‌های خود به‌طور فعالانه یاد می‌کند. او همچنین در موضع واضحی در برابر سلاح‌های هسته‌ای قرار دارد.

### دموکراسی پس از جنگ و نقد ناسیونالیسم
کِنزابورو اوئه خود را یک دموکرات پس از جنگ می‌داند و همواره موضعی انتقادی نسبت به ناسیونالیسم و به‌ویژه نظام امپراتوری ژاپن اتخاذ کرده است. او به‌عنوان یک صلح‌جو، در مقابل توسعه و نگهداری سلاح‌های هسته‌ای نیز به وضوح مخالف است.

### مخالفت با نظام امپراتوری و حمایت از ماده ۹ قانون اساسی
در سال ۱۹۹۴، پس از دریافت اولین خبر از دریافت جایزه نوبل ادبیات، اوئه در مقابل خبرنگاران اظهار داشت: «سطح ادبیات ژاپن بسیار بالا است. اگر آبه کوبو، شوهی اوکا، و ایبوسه ماسوجی زنده بودند، طبیعی بود که آن‌ها جایزه را دریافت کنند. من به واسطه کارهای پیوسته نویسندگان معاصر ژاپن، جایزه را دریافت کرده‌ام.» او همچنین اشاره کرده است که نویسندگانی که به‌طور جدی مطالعه کرده‌اند، شامل ایشیکاوا جون و ناکانو شیگه‌هارو بودند. اوئه همچنین روابط خصوصی نزدیکی با آبه کوبو و شوهی اوکا داشته است.
در سال ۱۹۹۴، زمانی که ادارهٔ فرهنگ ژاپن از او جهت دریافت نشان فرهنگ ژاپن با مراسمی که شامل مراسم رسیدگی به امپراتور در دوران هیسه بود، تماس گرفت، او این درخواست را رد کرد. در مصاحبه‌ای با روزنامه نیویورک تایمز، او بیان کرد: «انجام این کار به این دلیل بود که من هیچ‌گاه قدرت و ارزش‌هایی که فراتر از دموکراسی هستند، از جمله نظام امپراتوری را نمی‌پذیرم. این مسئله ساده و در عین حال بسیار مهم است.»

##### صلح‌گرایی و مخالفت با ماده ۹ قانون اساسی
اوئه به عنوان یک صلح‌جو، از ماده ۹ قانون اساسی ژاپن حمایت می‌کند و به‌طور فعالانه در مقالات و سخنرانی‌های خود به این ماده اشاره می‌کند. او از جایگاه حمایت‌گرایان قانون اساسی نسبت به ماده ۹ قانون اساسی دیدگاه حمایت‌کننده دارد و بر اهمیت حفظ ایده‌های صلح‌گرایانه در قانون اساسی تأکید می‌کند.

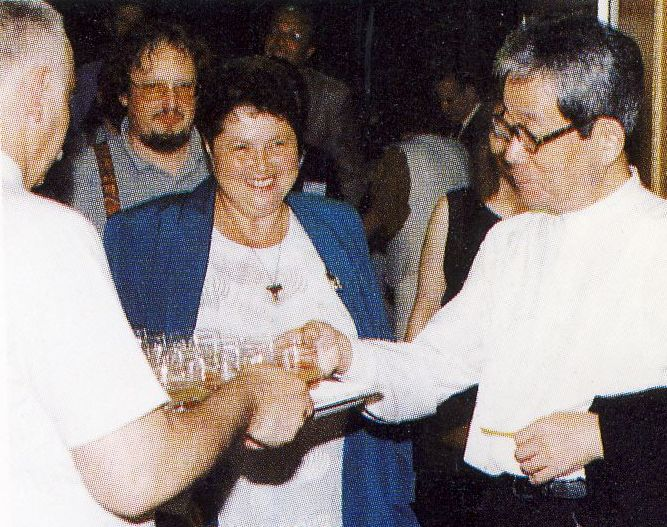
دکتر جودیت ویهار با اوئه کِنزابورو در بوداپست

### مخالفت با سلاح‌های هسته‌ای
اوئه در مقابل توسعه و نگهداری سلاح‌های هسته‌ای نیز موضعی واضح مخالف اتخاذ کرده است. او در سخنرانی‌های متعدد خود نگرانی‌ها و مخالفت‌های خود را نسبت به سلاح‌های هسته‌ای ابراز کرده است.

### واکنش به سخنرانی یادبود نوبل
در سخنرانی یادبود دریافت جایزه نوبل در سال ۱۹۹۴، اوئه از کریستوف نیروپ، زبان‌شناس دانمارکی، نقل قول کرد: «افرادی که در مقابل جنگ اعتراض نمی‌کنند، دست‌یار هستند.» این جمله نشان‌دهنده موضع انتقادی او نسبت به بی‌تفاوتی‌های اجتماعی و سیاسی است.

### مخالفت با جایگاه ژاپن در جنگ‌ها و حمایت از جایزه‌های فرهنگ
در سال ۲۰۰۳، اوئه در مقاله‌ای که در نشریه لیبرسیون منتشر شد، اظهار داشت که توسعه انرژی هسته‌ای به‌عنوان منبع انرژی ضروری است، اگر از توسعه و نگهداری سلاح‌های هسته‌ای جدا شود. او همچنین شدیداً ناراحت شد که ژاپن به جهت وابستگی به ایالات متحده، در زمان اعزام نیروهای خود به عراق، نگاهی مواجه با منازعات سیاسی و عاطفی را نشان داد.

### تشکیل انجمن حمایت از ماده ۹ قانون اساسی
در سال ۲۰۰۴، اوئه به همراه شوایچی کاتو و تسورومی شونسوکه، انجمن کیوجو نو کای (انجمن ماده 9) را تأسیس کرد که هدف آن حفظ ایده‌های صلح‌گرایانه ماده ۹ قانون اساسی ژاپن است. این انجمن در سرتاسر کشور سخنرانی‌های آموزشی برگزار می‌کند.

### مخالفت با جریان‌های راست‌گرایانه و  انتشار داستان «هفده»
اوئه از دهه ۱۹۹۰ به‌طور مداوم با جریان‌های اصلاح تاریخی همراه با ایدئولوژی‌های راست‌گرا و بیانیه‌های غلط‌سازی تاریخی مخالفت کرده است. اینجیرو آسانوما رهبر حزب سوسیالیست ژاپن بود. آسانوما در سال ۱۹۶۰ توسط یک نوجوان راست‌گرا به نام اوتویا یاماگوچی با شمشیر کوتای ژاپنی (واکیزاشی) در یک مناظره زنده تلویزیونی ترور شد. داستان ۱۷ اثر اوئه کنزابورو تا حد زیادی از این حادثه الهام گرفته است. این داستان دربارهٔ نوجوانی است که جذب ایدئولوژی‌های راست افراطی می‌شود و به خشونت گرایش پیدا می‌کند. ادامهٔ این داستان، که به نام ۱۷ شناخته می‌شود، به نوعی بازتابی از قتل آسانوما و سرنوشت یاماگوچی است. این آثار به شدت راست‌گرایی افراطی را نقد می‌کنند و تصویری از تأثیرات مخرب آن بر جوانان ارائه می‌دهند.

### مکتب‌نویسی و نقد تاریخی
در سال ۱۹۷۰، اوئه اثر «اوکی‌ناوا نوت» را منتشر کرد که گزارشی از وضعیت اوکی‌ناوا قبل از بازگشت آن به ژاپن بود. در این اثر، اوئه به تصدیق خودکشی‌های جمعی مردمی که تحت فشار نظامی انجام شده بود، پرداخته و اعلام کرده است که این خودکشی‌ها توسط ارتش ژاپن تحمیل شده‌اند. در سال ۲۰۰۵، گروه‌های راست‌گرا تلاش کردند تا این روایت را به عنوان تلاشی برای بازنگری تاریخ معرفی کنند که به دادخواهی اولیه از فرماندهان نظامی و بازنگری در نقش ارتش ژاپن در خودکشی‌های جمعی منجر شد، اما قوانین دادگاه‌ها به نفع اوئه تصمیم‌گیری کردند و مدعیان شکست خوردند.

### مخالفت با انرژی هسته‌ای
در دهه ۱۹۶۰، اوئه در سخنرانی‌هایی اظهار نگرانی دربارهٔ ارتباط بین توسعه انرژی هسته‌ای و توسعه و نگهداری سلاح‌های هسته‌ای داشت، اما بیان کرد که اگر این دو جدا شوند، توسعه انرژی هسته‌ای می‌تواند مورد حمایت قرار گیرد. اما از دهه ۱۹۷۰ به بعد، اوئه به‌طور کامل مخالفت خود را با توسعه انرژی هسته‌ای اعلام کرده است. پس از وقوع فاجعه نیروگاه هسته‌ای فوکوشیما در سال ۲۰۱۱، اوئه یکی از فردهای صدای مخالف حرکت‌های اجتماعی برای لغو نیروگاه‌های هسته‌ای شده است. او در این جنبش با افرادی مانند کاتسوتو اوچی‌هاشی، کیکو اوچی‌آی، ساتوشی کاماتا، ساکاموتو ریوایچی، هیسائه ساواچی، سِتُ‌اوچی جکوچو، سِیجی سوسومی، و تسورومی شونسوکه همکاری می‌کند.

### دیپلماسی شرق آسیا
در سال ۲۰۰۶، اوئه به‌دلیل دعوت از سوی آکادمی علوم اجتماعی چین، به چین سفر کرد و در چندین محل از جمله موزه یادبود نسل‌کشی نانجینگ بازدید کرده و سخنرانی‌هایی با محوریت لو ژون برگزار کرد. او در این سخنرانی‌ها نگرانی‌های خود را دربارهٔ فراموشی تاریخ جنگ‌های تهاجمی ژاپن نسبت به چین در راستای دوستی‌های ژاپنی-چینی بیان کرده است.
| ۱۹۵۸ | قبل نگاه بپر                           | 見るまえに跳べ Miru mae ni tobe                                                       | Leap Before You Look                             |
| ۱۹۵۸ | نعمت‌های جنازه                          | 死者の奢り Shisha no ogori                                                            | Lavish Are The Dead                              |
| ۱۹۵۸ | کار عجیب                               | 奇妙な仕事 Kimyō na shigoto                                                           | The Strange Work                                 |
| ۱۹۵۸ | رشد/تربیت                              | 飼育 Shiiku                                                                           | "The Catch" / "Prize Stock"                      |
| ۱۹۵۸ | غنچه‌ها را قطع کنید، به بچه‌ها شلیک کنید | 芽むしり仔撃ち Memushiri kōchi                                                        | Nip the Buds, Shoot the Kids                     |
| ۱۹۶۱ | هفده                                   | セヴンティーン Sevuntiin                                                              | Seventeen                                        |
| ۱۹۶۳ | نغمهٔ فریاد                             | 叫び声 Sakebigoe                                                                      | Outcries                                         |
| ۱۹۶۳ | انسان جنسی                             | 性的人間 Seiteki ningen                                                               | Sexual Humans                                    |
| ۱۹۶۴ | هیولای آسمان، آگویی                    | 空の怪物アグイー Sora no kaibutsu Aguī                                                | Aghwee the Sky Monster                           |
| ۱۹۶۴ | تجربهٔ شخصی                             | 個人的な体験 Kojinteki na taiken                                                      | A Personal Matter                                |
| ۱۹۶۵ | نوت هیروشیما                           | ヒロシマ・ノート Hiroshima nōto                                                       | Hiroshima Notes                                  |
| ۱۹۶۷ | فوتبال دوران مان‌عن                     | 万延元年のフットボール Man'en gan'nen no futtobōru                                    | Football in the Year 1860                        |
| ۱۹۷۰ | نوت اوکیناوا                           | 沖縄ノート Okinawa nōto                                                               | Okinawa Notes                                    |
| ۱۹۷۲ | روز انقراض نهنگ‌ها                      | 鯨の死滅する日 Kujira no shimetsu suru hi                                             | The Day the Whales Shall be Annihilated          |
| ۱۹۷۲ | روزی که او اشکهای مرا پاک خواهد کرد    | みずから我が涙をぬぐいたまう日 Mizukara waga namida wo nuguitamau hi                  | The Day He Himself Shall Wipe My Tears Away      |
| ۱۹۷۳ | روح شناور من                           | 洪水はわが魂に及び Kōzui wa waga tamashii ni oyobi                                    | My Deluged Soul                                  |
| ۱۹۷۶ | یاداشت‌های پینچ‌رانر                     | ピンチランナー調書 Pinchi ran'nā chōsho                                               | The Pinch Runner Memorandum                      |
| ۱۹۷۹ | بازی معاصر                             | 同時代ゲーム Dōjidai gēmu                                                             | The Game of Contemporaneity                      |
| ۱۹۸۲ | زنانی که به صدای درخت باران گوش می‌دهند | 雨の木」を聴く女たち Rein tsurī wo kiku on'natachi                                    | Women Listening to the "Rain Tree"               |
| ۱۹۸۳ | ای انسان جدید، بیدار شو                | 新しい人よ眼ざめよ Atarashii hito yo, mezameyo                                        | Rouse Up O Young Men of the New Age!             |
| ۱۹۸۵ | گاز گرفته شدن توسط اسب آبی             | 河馬に嚙まれる Kaba ni kamareru                                                       | Bitten by a Hippopotamus                         |
| ۱۹۸۶ | M\T و داستان‌های عجیب جنگل              | M/Tと森のフシギの物語 M/T to mori no fushigi no monogatari                            | M/T and the Wonder of the Forest                 |
| ۱۹۸۷ | نامه ای به سال‌های قدیم                 | 懐かしい年への手紙 Natsukashī toshi e no tegami                                       | Letters to the Time/Space of Fond Memories       |
| ۱۹۸۸ | آخرین رمان                             | 「最後の小説」 Saigo no shōsetsu                                                      | The Last Novel                                   |
| ۱۹۸۹ | بستگان زندگی                           | 人生の親戚 Jinsei no shinseki                                                         | Relatives of Life                                |
| ۱۹۹۰ | برج شفا دهنده                          | 治療塔 Chiryō tō                                                                      | Towers of Healing                                |
| ۱۹۹۰ | زندگی آرام                             | 静かな生活 Shizuka na seikatsu                                                        | A Quiet Life                                     |
| ۱۹۹۱ | سیاره برج شفا دهنده                    | 治療塔惑星 Chiryō tō wakusei                                                          | Planet of the Healing Tower                      |
| ۱۹۹۲ | وقتی که من واقعاً جوان بودم             | 僕が本当に若かった頃 Boku ga hontō ni wakakatta koro                                  | When I Was Really Young                          |
| ۱۹۹۳ | تا شکست نجات دهنده                     | 救い主」が殴られるまで 'Sukuinushi' ga nagurareru made                                | Until the Savior Gets Beaten                     |
| ۱۹۹۴ | نوسان                                  | 揺れ動く (ヴァシレーション) Yureugoku (Vashirēshon)                                   | Vacillation                                      |
| ۱۹۹۵ | برای روز عظمت                          | 大いなる日に Ōinaru hi ni                                                             | For the Day of Grandeur                          |
| ۱۹۹۵ | ژاپن مبهم من                           | 曖昧な日本の私 Aimai na Nihon no watashi                                              | Japan, the Ambiguous, and Myself                 |
| ۱۹۹۵ | خانوادهٔ شفابخش                         | 恢復する家族 Kaifukusuru kazoku                                                       | A Healing Family                                 |
| ۱۹۹۹ | پشتک                                   | 宙返り Chūgaeri                                                                       | Somersault                                       |
| ۲۰۰۰ | بچه جابه‌جا                             | 取り替え子 (チェンジリング) Torikae ko (Chenjiringu)                                  | The Changeling                                   |
| ۲۰۰۱ | زیر درخت خودم                          | 「自分の木」の下で 'Jibun no ki' no shita de                                          | Under One's Own Tree                             |
| ۲۰۰۲ | پسر با چهرهٔ غمگین                      | 憂い顔の童子 Urei gao no dōji                                                         | Gloomy Faced Child                               |
| ۲۰۰۷ | آنابل لی زیبا مو به تنش سیخ و کشته شد  | 臈たしアナベル・リイ 総毛立ちつ身まかりつ Rōtashi Anaberu Rī sōkedachitsu mimakaritsu | The Beautiful Annabel Lee was Chilled and Killed |
| ۲۰۰۹ | غرق شدن                                | 水死 Sui shi                                                                          | Death by Water                                   |
| ۲۰۱۳ | در استایل قدیمی                        | 晩年様式集（イン・レイト・スタイル） Bannen Yōshiki shū (In Reito Sutairu)            | In Late Style                                    |